# Mustafa IV
Mustafa IV (Istanboel, 8 september 1779 - aldaar, 15 november 1808) was de 29e Sultan van het Osmaanse Rijk en volgde in 1807 zijn neef Selim III op.
Mustafa IV was de zoon van Abdülhamit I. Hij werd aan de macht geholpen door tegenstanders van zijn neef Selim III die het leger wilde hervormen. 
Enkele maanden na de moord op Selim III werd hij afgezet door zijn broer Mahmut II, die hem meteen liet vermoorden.